# Eduardo Manzanos Brochero
Eduardo Manzanos Brochero (né le 10 novembre 1919 à Madrid et mort le 16 septembre 1987  dans la même ville) est un producteur de cinéma, scénariste et réalisateur espagnol.

## Filmographie partielle

### Réalisateur
- 1957 : Oublie mon passé (es) (Dimentica il mio passato) — coréalisé avec Primo Zeglio
- 1957 : Le Destin d'un enfant (El maestro) — coréalisé avec Aldo Fabrizi
- 1957 : Belles de l'air (Le belle dell'aria) — coréalisé avec Mario Costa

### Producteur
- 1954 : Les Comédiens de Juan Antonio Bardem
- 1965 : Django le Proscrit (El proscrito del río Colorado)
- 1965 : Morir en España
- 1967 : Sous la loi de Django (La grande notte di Ringo)
- 1967 : Los ojos perdidos
- 1967 : Deux Croix pour un implacable
- 1967 : Le Retour de Kriminal (Il marchio di Kriminal) de Fernando Cerchio
- 1968 : Satanik de Piero Vivarelli
- 1968 : Qui a tué Fanny Hand ?
- 1968 : Ringo le vengeur (Dos hombres van a morir) de Rafael Romero Marchent
- 1969 : No somos ni Romeo ni Julieta
- 1970 : Matalo! de Cesare Canevari
- 1970 : Un uomo chiamato Apocalisse Joe
- 1970 : Un joli corps qu'il faut tuer (Il tuo dolce corpo da uccidere) d'Alfonso Brescia
- 1970 : Une traînée de poudre, les pistoleros arrivent (Una nuvola di polvere... un grido di morte... arriva Sartana) de Giuliano Carnimeo
- 1971 : Ma dernière balle sera pour toi
- 1971 : La Queue du scorpion (La coda dello scorpione) de Sergio Martino
- 1971 : L'Étrange Vice de madame Wardh (Lo strano vizio della Signora Wardh) de Sergio Martino
- 1971 : Plus venimeux que le cobra (L'uomo più velenoso del cobra) de Bitto Albertini
- 1972 : La Nuit des diables (La notte dei diavoli) de Giorgio Ferroni
- 1977 : Train spécial pour Hitler d'Alain Payet

### Scénariste
- 1967 : L'Homme qui venait pour tuer (L'uomo venuto per uccidere, Un hombre vino a matar) de León Klimovsky
- 1967 : Caccia ai violenti, de Nino Scolaro
- 1970 : Le Corsaire des sept mers (El corsario) d'Antonio Mollica